# Costa de Arnhem
La costa de Arnhem, una biorregión provisional australiana, se encuentra en el Territorio del Norte, comprende un área de 3 335 669 hectáreas (8 242 610,3 acre) de las llanuras costeras que caracterizan el centro de la Tierra de Arnhem en el extremo superior (el Top End) del Territorio del Norte, entre el golfo de Carpentaria y el mar de Arafura.